# ミルフォード・サウンド
ミルフォード・サウンド (英語: Milford Sound) またはピオピオタヒ（マオリ語: Piopiotahi、「一羽のピオピオ（ツグミに似た鳥）」を意味する）、ニュージーランドの南島の南西部のフィヨルドランド国立公園に位置するフィヨルド。テ・ワヒポウナムの一部としてユネスコの世界遺産（自然遺産）に登録されている。
ミルフォード・サウンドはウェールズにあるミルフォード・ヘーブンにちなんでつけられた名前である。ミルフォードサウンドを最初に発見したジョン・グロノの生まれ故郷である。

## 概要
ミルフォードサウンドは、フィヨルドである。サウンドとは、英語で入り江を意味し、詳細には川の水の氾濫によってできた地形を指す。フィヨルドは、氷河の進退によって削られた岩山に氷河の溶け水や海水が入り込んで形成される地形であるが、発見当時の人々の地理の知識や、言葉の知識がなかったためにサウンドと名付られてしまった。
フィヨルドランド国立公園内には他に13のフィヨルドがあるが、同様の理由でサウンドと名付けられている。ミルフォード・サウンドはタスマン海から15km内陸まで続いており、1200m以上の断崖絶壁に囲まれている。ミルフォードサウンドで最も有名な山は標高1800mのマイターピークで、ニュージーランドを象徴する景色としてガイドブックやポストカード、土産品、その他ポスターなどのイメージとして使われる山である。マイターピークは海水面から直接そそり立つ山としては、世界で2番目の高さを誇る。
ミルフォードサウンドから見られる最も高い山は、2300mのペンブローク山で、通年山頂に氷河が見られる。この氷河の雪解け水は、ミルフォードサウンド内で見られるボーウェン滝やスターリング滝を形成してフィヨルドに流れ出る。
主に鬱蒼と茂った多雨林がその絶壁に生えている一方で、岩山の内部には銅や金が埋まっている。発見当時は金を求めて訪れる者もいたが、岩肌が強く硬すぎるため、また海水面からの作業となるため、採掘を諦めた。現在は国立公園内、さらに世界遺産のため、鉱物を掘ることは違法である。
この自然の美しさに惹かれて、毎日何千人もの観光客が訪れる。ミルフォード・サウンドは、年間7000-8000mmもの降水量があり一年の3分の2、およそ230日は雨が降る。その度にカスケードと呼ばれるいくつもの一時的な滝が形成される。中には1000mを越える滝もある。この雨により、時にフィヨルドの崖の土壌がゆるみ、地滑りが起こる。急峻な岩肌を木々がお互いに支えきれずに上部から次々と倒れ落ちていく現象で、ミルフォードサウンドでは当たり前の光景である。このため、山壁に見える森林の一部で岩肌がむき出しになっている。しかし、多雨やたくさんの野生の鳥によって持ち込まれる種子などにより、森林の回復が世界の他地域よりも数倍早いと言われている。

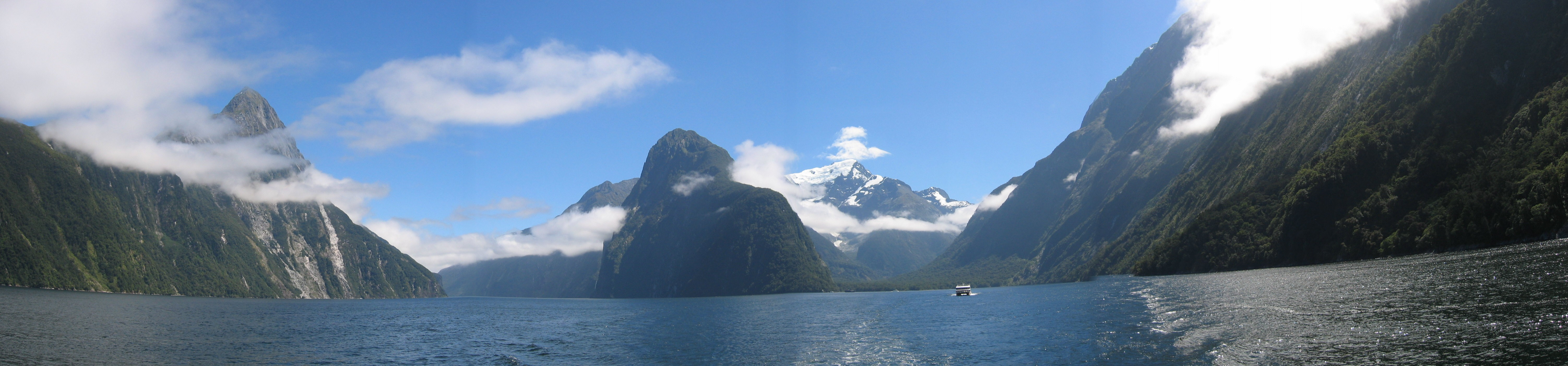
ミルフォード・サウンド

ミルフォードサウンドでは、雨天時には数千もの滝が見られる。しかし、これらの滝は快晴時には涸れてしまい、恒久的に見られる滝は、たったの2本である。一つは160mのボーウェン滝、もう一つは155mのスターリング滝である。どちらも山頂（ペンブローク山）に残っている氷河の雪解け水が作り出す滝である。この氷河も2040年頃までに完全に溶けて消滅すると言われており、これらの滝も見られなくなるかもしれない。

### 生物相

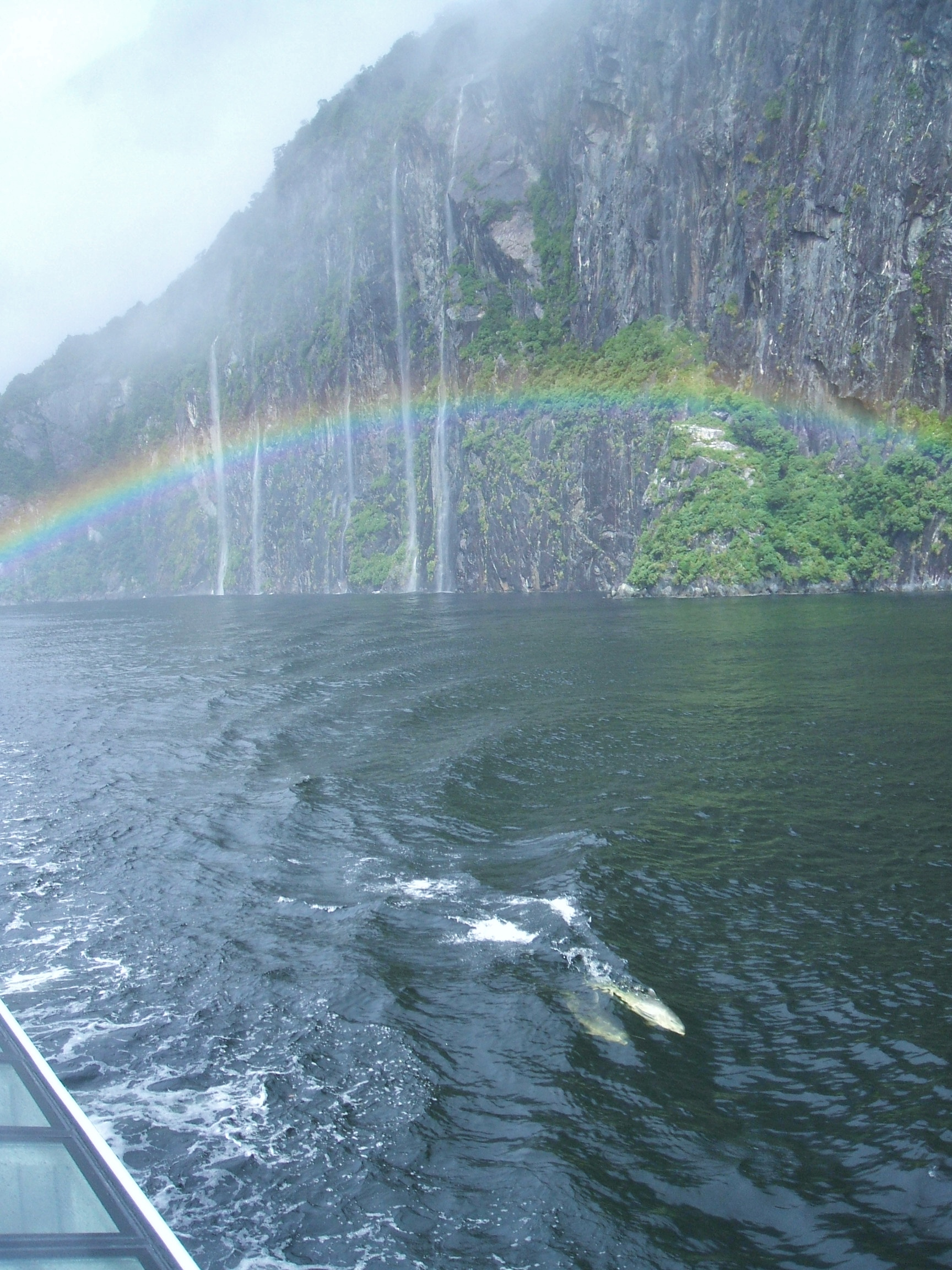
ハンドウイルカ

海中にはニュージーランドオットセイ・キマユペンギン・イルカ（ハンドウイルカやハラジロカマイルカ）などが頻繁に出現し、ハンドウイルカは世界でも最南端の個体群の一つである。頻繁ではないがクジラ（ミナミセミクジラとザトウクジラがほとんど）やシャチの目撃もあり、近年は個体数の回復と共に確認が増加傾向にある。とくに、回復速度の遅いセミクジラと違い、ザトウクジラは2010年代以降定着してきている。フィヨルドランドはかつて、捕鯨とアザラシ猟の拠点であった。ミルフォードサウンドを発見したジョン・グロノも、アザラシ漁師だった。現在は、ニュージーランドで見られるアザラシは保護されているため、その数はミルフォードサウンド内も含めて増えている。
ミルフォードサウンドで毎年8月から10月頃にかけて見られるキマユペンギンは、世界で最も稀少なペンギンの一種で、ミルフォードサウンドや周辺のフィヨルドでしか発見されておらず、さらに、1年のほとんどが生息地不明となっているだけでなく森林に棲息するという珍しい特徴を持つ。ニュージーランドと南米チリの間の海洋で発見されたという噂もある。
また、ミルフォードサウンドで最も魅了されるのは、深海魚の生息である。混じり合わない海水と淡水とが海中に層をなし、層の下まで太陽の光が入り込まないため、真っ暗で深海のような環境ができる。そのため、深海でないのに数多くの深海魚や、世界で最も希少な黒サンゴが生息している。黒サンゴは通常では深海でしか発見されないため、直接目にすることは非常に難しいが、ここミルフォードサウンドでは水深約10mの深さに設置された海中展望台（ミルフォードサウンド・ディスカバリーセンター）で気軽に黒サンゴの様子を見ることができる。

## 気候
世界的に見ても非常に降水量の多い地域である。2日に1度は雨が降り、湿度も非常に高い。気候は海洋性で冷涼である。
| ミルフォード・サウンド空港 (1981−2010)の気候 | ミルフォード・サウンド空港 (1981−2010)の気候 | ミルフォード・サウンド空港 (1981−2010)の気候 | ミルフォード・サウンド空港 (1981−2010)の気候 | ミルフォード・サウンド空港 (1981−2010)の気候 | ミルフォード・サウンド空港 (1981−2010)の気候 | ミルフォード・サウンド空港 (1981−2010)の気候 | ミルフォード・サウンド空港 (1981−2010)の気候 | ミルフォード・サウンド空港 (1981−2010)の気候 | ミルフォード・サウンド空港 (1981−2010)の気候 | ミルフォード・サウンド空港 (1981−2010)の気候 | ミルフォード・サウンド空港 (1981−2010)の気候 | ミルフォード・サウンド空港 (1981−2010)の気候 | ミルフォード・サウンド空港 (1981−2010)の気候 |
| 月                                           | 1月                                          | 2月                                          | 3月                                          | 4月                                          | 5月                                          | 6月                                          | 7月                                          | 8月                                          | 9月                                          | 10月                                         | 11月                                         | 12月                                         | 年                                           |
| -------------------------------------------- | -------------------------------------------- | -------------------------------------------- | -------------------------------------------- | -------------------------------------------- | -------------------------------------------- | -------------------------------------------- | -------------------------------------------- | -------------------------------------------- | -------------------------------------------- | -------------------------------------------- | -------------------------------------------- | -------------------------------------------- | -------------------------------------------- |
| 平均最高気温 °C （°F）                       | 18.9 (66)                                    | 19.3 (66.7)                                  | 17.8 (64)                                    | 15.5 (59.9)                                  | 12.4 (54.3)                                  | 9.6 (49.3)                                   | 9.2 (48.6)                                   | 11.4 (52.5)                                  | 13.1 (55.6)                                  | 14.5 (58.1)                                  | 16.0 (60.8)                                  | 17.5 (63.5)                                  | 14.6 (58.3)                                  |
| 日平均気温 °C （°F）                         | 14.7 (58.5)                                  | 14.8 (58.6)                                  | 13.3 (55.9)                                  | 11.0 (51.8)                                  | 8.4 (47.1)                                   | 5.9 (42.6)                                   | 5.3 (41.5)                                   | 6.9 (44.4)                                   | 8.6 (47.5)                                   | 10.1 (50.2)                                  | 11.8 (53.2)                                  | 13.4 (56.1)                                  | 10.3 (50.5)                                  |
| 平均最低気温 °C （°F）                       | 10.4 (50.7)                                  | 10.3 (50.5)                                  | 8.8 (47.8)                                   | 6.6 (43.9)                                   | 4.5 (40.1)                                   | 2.2 (36)                                     | 1.3 (34.3)                                   | 2.4 (36.3)                                   | 4.1 (39.4)                                   | 5.7 (42.3)                                   | 7.5 (45.5)                                   | 9.3 (48.7)                                   | 6.1 (43)                                     |
| 降水量 mm （inch）                           | 722.0 (28.425)                               | 454.7 (17.902)                               | 595.1 (23.429)                               | 533.2 (20.992)                               | 596.6 (23.488)                               | 487.1 (19.177)                               | 423.7 (16.681)                               | 463.5 (18.248)                               | 551.4 (21.709)                               | 640.3 (25.209)                               | 548.0 (21.575)                               | 700.1 (27.563)                               | 6,715.4 (264.386)                            |
| 平均降水日数 （≥1.0 mm）                     | 15.9                                         | 13.1                                         | 14.9                                         | 14.5                                         | 16.0                                         | 15.5                                         | 14.1                                         | 16.1                                         | 17.3                                         | 18.5                                         | 15.4                                         | 17.7                                         | 189.0                                        |
| % 湿度                                       | 91.5                                         | 92.7                                         | 93.2                                         | 94.1                                         | 93.8                                         | 94.2                                         | 93.3                                         | 93.2                                         | 92.5                                         | 91.0                                         | 88.4                                         | 89.2                                         | 92.3                                         |
| 出典：NIWA Climate Data                      |                                              |                                              |                                              |                                              |                                              |                                              |                                              |                                              |                                              |                                              |                                              |                                              |                                              |

## 歴史
- 約1000年前  マオリがグリーンストーンを求めてこの地にたどり着いた。ピオピオタヒ（マオリ語で「一羽のツグミ」）と名付けられる。ミルフォードサウンドとタスマン海の境に位置するアニータ湾で、稀少な種のグリーンストーンが発見され、タンギワイ（マオリ語で「涙の水」）と名付けられる。

- 1800年代初頭  ジェームズ・クック船長が、周囲を航海していたが、ミルフォードサウンドの存在には気づかず、発見されていない。

- 1812年 アザラシ漁師のジョン・グロノ船長が、タスマン海で嵐に遭遇し、偶然に逃げ込んだのが、ミルフォードサウンドであった。彼の生まれ故郷であるウェールズのミルフォードヘーブンから、この地名が名付けられた。

- 1877年 スコットランド出身で、ダニーデンの住民だったロナルド・サザーランドが、彼の飼い犬と共にフィヨルドランド周辺を航海した末、ミルフォードサウンドで最初の居住者になる。ミルフォードサウンド沖合で一軒の小屋で生活をした。都市開発を計画し、「都市には郵便局や薬局が必要だ」と手記で述べている。

- 1880年 ロナルド・サザーランドが、ニュージーランドで最も高い滝（1904フィート）のサザーランド滝を発見。後に、ミルフォードサウンドの観光地化を目指して、政府よりサザーランド滝へのアクセス道路の建設の支援を受ける。

- 1888年 サザーランド滝および、ミルフォードサウンドへの道路が、テアナウから開通する。これが、現在のミルフォードトラックである。この翌年に、サザーランドはダニーデンに住んでいた女性エリザベス・サザーランドと結婚し、夫婦ともにミルフォードサウンドで宿舎 "Chalet" の経営を始める。

- 1889年 ウィリアム・ホーマーが、ホーマーサドルを発見。テアナウからミルフォードサウンへより近く、アクセスできる道路の開通の可能性を政府に提言した。

- 1919年 ドナルド・サザーランドがミルフォードサウンドにて死去。残されたエリザベスも、1923年にミルフォードサウンドで死去した。

- 1922年 サザーランド宿舎シャレーがニュージーランド政府によって買収。後にクルーズ事業も始まる。

- 1935年 ホーマートンネルの建築が始まる。

- 1954年 ホーマートンネルが完成。ミルフォードロードの開通で、ミルフォードサウンドへのアクセスが容易になる。

- 1955年 宿舎シャレーがニュージーランド政府が設立したTHC (Tourist Hotel Corporation) の傘下に置かれる。

- 1970年 フィヨルドランド、ダウトフルサウンドで1954年に創業したフィヨルドランドトラベル社（現在のリアルジャーニーズ社）がミルフォードサウンドでのクルーズ事業に参入。

- 1992年 民間THL (Tourism Holdings Ltd.) が政府系THC（2009年からはサザンディスカバリース社）を買収。

- 1995年 海中展望台がオープン（現在のディスカバリーセンター）。もとの計画では、地元大学や研究機関の研究調査のため施設であったが、維持費などの考慮から観光客向けに観光施設として開設することに決定。

## 観光船
ミルフォードサウンドで最も人気のアクティビティは、観光船によるフィヨルドクルーズである。観光船はミルフォードサウンドの内陸側先端に位置するフレッシュウォーター湾を出港する。約1時間半かけて大型船でフィヨルドを周遊するクルーズや、約3時間かけて小型船で自然と野生動物を観察するネイチャークルーズ、夕方に出港し翌朝まで船内泊するオーバーナイトクルーズなど、時間帯や運営者により種類は様々である。また、大手数社の大型客船には飲食を提供する施設が整っており、船内での食事が通常クルーズとパッケージされている。主な運営者と船舶は以下の通り。
- リアルジャーニーズ - もともとダウトフルサウンドで創業した大手。ミルフォードサウンドでは、5隻のクルーズ船、ミルフォードソブリン、ミルフォードモナーク、ミルフォードマリナー、ミルフォードワンダラー、MVシンバッドを運行。船内泊できるオーバーナイトクルーズを運行する唯一の業者。
- GOオレンジ - リアルジャーニーズ社が買収・設立した子会社で、通例よりやや安い値段でクルーズを提供。所持する船は、ミルフォードヘーブン。
- サザンディスカバリース - ミルフォードサウンドで最も歴史ある大手企業で、創業当時の社名であった「レッドボート」の愛称で知られる。クルーズの他にミルフォード村内で宿泊施設や、カフェなども運営。4隻の船、プライドオブミルフォード、スピリットオブミルフォード、レディーボーウェン、ミルフォードディスカバリーを運行。
- ジューシークルーズ - バジェット観光客向けに格安でクルーズを運行。船は、メイデンオブミルフォード。船内には、ミルフォードサウンドで初めてのファストフードフランチャイズ、PitaPit がオープン。
- クルーズミルフォード - ジューシークルーズの関連会社で、小型の船、ミルフォードアドベンチャーを運行。
- マイターピーククルーズ - 最寄の町クイーンズタウンでカジノやショッピングテナントビル、ゴンドラなど所有する大手スカイライン社の子会社。2隻の小型船マイターピークI、マイターピークIIを運行。

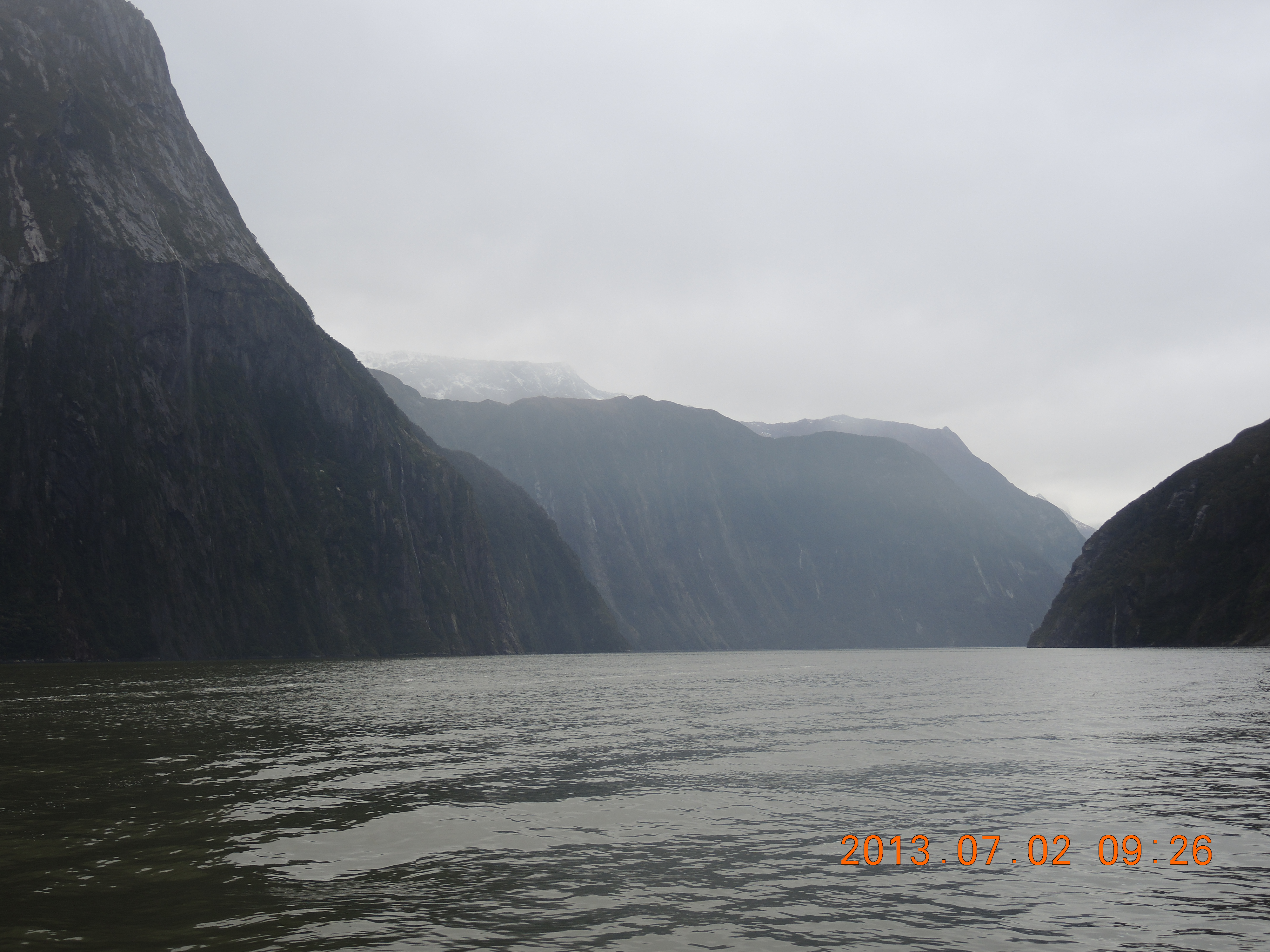
ミルフォード・サウンド

## ミルフォード村と観光施設
ミルフォードサウンドへの陸路アクセスは、テアナウから1本しか道路がない（国道94号）。ミルフォードサウンドの村の人口は約150から200人である。冬季には人口100以下に落ち込む。人口の多くは、クルーズや各種アクティビティといった観光職に従事する人または地元漁師である。
村の中には、空港、観光船ターミナル、漁港、ロッジ、ホテル、カフェ、バー、ガソリンスタンド、駐車場、公衆トイレなどの施設がある。唯一のカフェで昼食を済ませられるが、観光客の多くは、観光船内で食事を済ませる。2014年4月現在も、携帯電話の電波は受信できないが、カフェ、ロッジ、港ターミナルではWi-Fiによるインターネットが利用できる。宿泊施設としては、ミルフォードロッジが、キャンプサイト、プライベートコテージ、バックパッカードミトリーなど多種多様な部屋を用意しているほか、小規模な売店やカフェも利用できる。もう一つの宿泊施設、マイターピークロッジは、ミルフォードサウンドで最初の観光資源として歴史あるホテルである。現在このホテルは、毎年10月から4月の夏季限定でオープンするが、利用できるのは、ミルフォードトラックのガイド付きウォーク参加者のみに限られているので、一般には解放していない。村で唯一の本格的な飲食施設ブルーダックカフェは、朝食から昼食、コーヒーやスナックまで提供するほか、夜間はバーとして、ディナーメニューや酒類を提供。カフェ内には観光案内所も併設する。クルーズ船ターミナルは、観光船の出港拠点で、各社の発券カウンターやオフィスが入居している。売店はないが、自動販売機があるほか、Wi-Fiインターネット、公衆トイレがある。
上記の主な施設より空港を挟んだ反対側には、ディープウォータ湾が広がり、ロブスター漁の起点となる漁港がある。このエリアは、通常、村の人口の大多数が居住するローカルのエリアで、私有地や公共の管理地も多いため、観光客の立入りを制限する標識もある。

## 石油の流出事件
- 2004年2月8日、13,000リットルの軽油が2kmにわたって流出しているのがミルフォード・サウンドで確認された。その後2日の精力的なクリーンアップ作戦の間、ミルフォード・サウンドは閉鎖された。これは明らかに観光船が流出したものであったため、多方面の政府関係者が観光による環境破壊を懸念した。このように近年では環境破壊が問題になっている。

- 2012年8月、ミルフォードサウンドの観光船の拠点となるフレッシュウォーター湾（ミルフォードサウンド観光船ターミナル）で、桟橋の増築作業中のショベルカーが横転する事故が発生し、わずかではあるが、石油漏れが港内で確認されたため、石油の海への流出を最小限に抑えるため、港を防波堤より封鎖し、観光船の運行が休止された。港管理者や建設業者による素早い処置対応で石油の流出は免れた。

## 交通
- 車、バス：クイーンズタウンから5時間、テ・アナウから2時間。車でのアクセスの場合ホーマー・トンネルを通過する。定期観光バスや貸切観光バスが、夏期のピーク時には1日に約50台-100台も運行される。テアナウ-ミルフォード間は、「ミルフォードロード」と呼ばれ、ニュージーランドまたは世界で最も美しい道路と呼ばれている。1年を通して雪崩・土砂崩れ・落石・崖崩れといった災害が頻繁に発生するため、とくに冬の間（例年5月-9月）は路上停車・駐車が禁止されている。また、積雪も多いため、道路が封鎖されることが多々ある。また、この道路のみに適用される特別な法律により冬の間、必ず雪用のタイヤチェーンを車内に備えていなければならず、快晴であったとしてもチェーンを所持してない車には罰金700ニュージーランドドルが課せられる。
- 飛行機、ヘリコプター：クイーンズタウンから約1時間。ミルフォード空港は、ニュージーランドで最も飛行機の発着数が多い空港として知られている。

船でのアクセスも可能である。世界各国からの豪華クルーズ客船が立ち寄る観光地でもある。しかし、ミルフォードサウンドにはクルーズ客船が停泊できるほどの土地、港がないため、通過するのみである。日本からは横浜を出港する飛鳥IIが、1年に1度、毎年2月頃に立ち寄る。